# Ботиржон Махмудов
Ботиржон Махмудов (узб. Botirjon Maxmudov, 1990, Андижан, Узбецька РСР) — узбецький боксер, призер чемпіонату світу серед аматорів.

## Спортивна кар'єра
2008 року Ботиржон Махмудов, здобувши перемоги над Ерролом Спенсом (США) і Садулаєм Абдулаєм (Німеччина) та програвши у фіналі Оскару Моліна (Мексика), завоював срібну медаль на молодіжному чемпіонаті світу.
На чемпіонаті Азії 2009 програв у другому бою.
На чемпіонаті світу 2009 здобув три перемоги, а у півфіналі програв майбутньому чемпіону Джеку Кулкаю (Німеччина) — 4-6 і отримав бронзову медаль.
Ботиржон Махмудов продовжував виступати до 2014 року, але у великих міжнародних змаганнях участі більше не брав.